# 대한민국 민법 제1027조
대한민국 민법 제1027조는 법적단순승인의 예외에 대한 민법 상속법 조문이다.
본 조는 1958년 2월 22일 법률 제471호로 제정되었으며, 1960년 1월 1일부터 시행되었다.

## 조문
제1027조(법적단순승인의 예외) 상속인이 상속을 포기함으로 인하여 차순위 상속인이 상속을 승인한 때에는 전조 제3호의 사유는 상속의 승인으로 보지 아니한다.

第1027條 (法定單純承認의 例外)相續人이 相續을 抛棄함으로 因하여 次順位 相續人이 相續을 承認한 때에는 前條第3號의 事由는 相續의 承認으로 보지 아니한다.

## 판례
원고 등의 상속포기로 상속인이 된 원고의 아들들이 한정승인 또는 포기를 하지 않아 단순승인으로 의제되었으므로, 민법 제1027조(법정단순승인의 예외)가 적용되어 원고가 상속을 포기한 후 상속재산을 취득하여 이를 처분하였다고 하더라도 원고에게 민법 제1026조 제3호(법정단순승인)가 적용되지 않는다.

## 같이 보기
- 상속
- 대한민국 민법 제1026조

1. ↑  대전고등법원 2017. 8. 17. 선고 2016나13886 판결